# 黑石铺站
黑石铺站是一个京广铁路上的铁路车站，位于湖南省长沙市天心区大托镇，建于1937年，目前为四等站，邮政编码为410111。目前客运：不办理旅客乘降；行李、包裹托运；货运：办理整车、零担货物发到。